# Mistrzostwa Świata w Łucznictwie Polowym 1986
10. Mistrzostwa Świata w Łucznictwie Polowym i 9. Mistrzostwa Europy odbyły się w dniach 25–30 sierpnia 1986 w Radstadt (Austria). Zawodniczki i zawodnicy startowali w konkurencji łuków dowolnych oraz gołych. Po raz pierwszy rozegrano zawody drużyn mieszanych, w których wystąpiły po 2 łuczniczki i 2 łuczników. Na mistrzostwa zadebiutowali też juniorzy. Nie rozgrywano osobnych konkurencji dla zawodników z Europy, medale otrzymywała trójka najlepszych reprezentantów ze Starego Kontynentu.
Polacy nie startowali.

## Medaliści

### Mistrzostwa świata

#### Kobiety
| Konkurencja: | Złoto:         | Srebro:       | Brąz:            |
| łuk dowolny  | Carita Jussila | Lisa Buscombe | Cathérine Pellen |
| łuk goły     | Annie Dardenne | Erika Mok     | Guissepina Meini |

#### Mężczyźni
| Konkurencja: | Złoto:          | Srebro:          | Brąz:              |
| łuk dowolny  | Göran Bjerendal | Gert Bjerendal   | Herbert Reingruber |
| łuk goły     | Mats Palmer     | Anders Rosenberg | Wolfgang Sedmak    |

#### Drużyny mieszane
| Konkurencja:     | Złoto:                                                                           | Srebro:                                                                  | Brąz:                                                                     |
| zawody drużynowe | Francja · Annie Dardenne · Stephane Legrand · Pascal Colmaire · Cathérine Pellen | Szwecja · Mats Palmer · Anita Carlsson · Göran Bjerendal · Ylva Ivarsson | RFN · Ladislav Voboril · Peter Hansel · Miloslava Zahradnicek · Erika Mok |

#### Juniorzy
| Konkurencja: | Złoto:       | Srebro:         | Brąz:              |
| łuk dowolny  | Simon Pavlin | Thorsten Sauter | Damiano Scaramuzza |
| łuk goły     | Izidor Pozar | Olli Sarvi      | Fredrik Hallquist  |

### Mistrzostwa Europy

#### Kobiety
| Konkurencja: | Złoto:         | Srebro:          | Brąz:              |
| łuk dowolny  | Carita Jussila | Cathérine Pellen | Anne-Sophie Curtil |
| łuk goły     | Annie Dardenne | Erika Mok        | Guissepina Meini   |

#### Mężczyźni
| Konkurencja: | Złoto:          | Srebro:          | Brąz:              |
| łuk dowolny  | Göran Bjerendal | Gert Bjerendal   | Herbert Reingruber |
| łuk goły     | Mats Palmer     | Anders Rosenberg | Wolfgang Sedmak    |

#### Drużyny mieszane
| Konkurencja:     | Złoto:                                                                           | Srebro:                                                                  | Brąz:                                                                     |
| zawody drużynowe | Francja · Annie Dardenne · Stephane Legrand · Pascal Colmaire · Cathérine Pellen | Szwecja · Mats Palmer · Anita Carlsson · Göran Bjerendal · Ylva Ivarsson | RFN · Ladislav Voboril · Peter Hansel · Miloslava Zahradnicek · Erika Mok |

#### Juniorzy
| Konkurencja: | Złoto:       | Srebro:         | Brąz:              |
| łuk dowolny  | Simon Pavlin | Thorsten Sauter | Damiano Scaramuzza |
| łuk goły     | Izidor Pozar | Olli Sarvi      | Fredrik Hallquist  |

## Klasyfikacja medalowa

### Mistrzostwa świata
| Lp. | Państwo    | Złoto | Srebro | Brąz | Razem |
| 1.  | Szwecja    | 2     | 3      | 1    | 6     |
| 2.  | Francja    | 2     | 0      | 1    | 3     |
| 3.  | Jugosławia | 2     | 0      | 0    | 2     |
| 4.  | Finlandia  | 1     | 1      | 0    | 2     |
| 5.  | RFN        | 0     | 2      | 1    | 3     |
| 6.  | Kanada     | 0     | 1      | 0    | 1     |
| 7.  | Austria    | 0     | 0      | 2    | 2     |
| 7.  | Włochy     | 0     | 0      | 2    | 2     |

### Mistrzostwa Europy
| Lp. | Państwo    | Złoto | Srebro | Brąz | Razem |
| 1.  | Szwecja    | 2     | 3      | 1    | 6     |
| 2.  | Francja    | 2     | 1      | 1    | 4     |
| 3.  | Jugosławia | 2     | 0      | 0    | 2     |
| 4.  | Finlandia  | 1     | 1      | 0    | 2     |
| 5.  | RFN        | 0     | 2      | 1    | 3     |
| 6.  | Austria    | 0     | 0      | 2    | 2     |
| 6.  | Włochy     | 0     | 0      | 2    | 2     |